# Morcourt (Aisne)
Morcourt ist eine französische Gemeinde mit 545 Einwohnern (Stand 1. Januar 2022) im Département Aisne in der Region Hauts-de-France (vor 2016 Picardie). Sie gehört zum Arrondissement Saint-Quentin, zum Kanton Saint-Quentin-2 und zum Gemeindeverband Saint-Quentinois.

## Geographie
Die Gemeinde Morcourt liegt an der oberen Somme und dem parallel verlaufenden und hier nach Norden abbiegenden Canal de Saint-Quentin, drei Kilometer nordöstlich von Saint-Quentin. Umgeben ist Moncourt von den Nachbargemeinden Remaucourt im Norden, Homblières im Osten Rouvroy im Süden, Omissy im Westen sowie Lesdins im Nordwesten,.

## Bevölkerungsentwicklung
| Jahr                       | 1962 | 1968 | 1975 | 1982 | 1990 | 1999 | 2011 | 2022 |
| -------------------------- | ---- | ---- | ---- | ---- | ---- | ---- | ---- | ---- |
| Einwohner                  | 429  | 398  | 586  | 562  | 580  | 578  | 602  | 545  |
| Quellen: Cassini und INSEE |      |      |      |      |      |      |      |      |

## Sehenswürdigkeiten

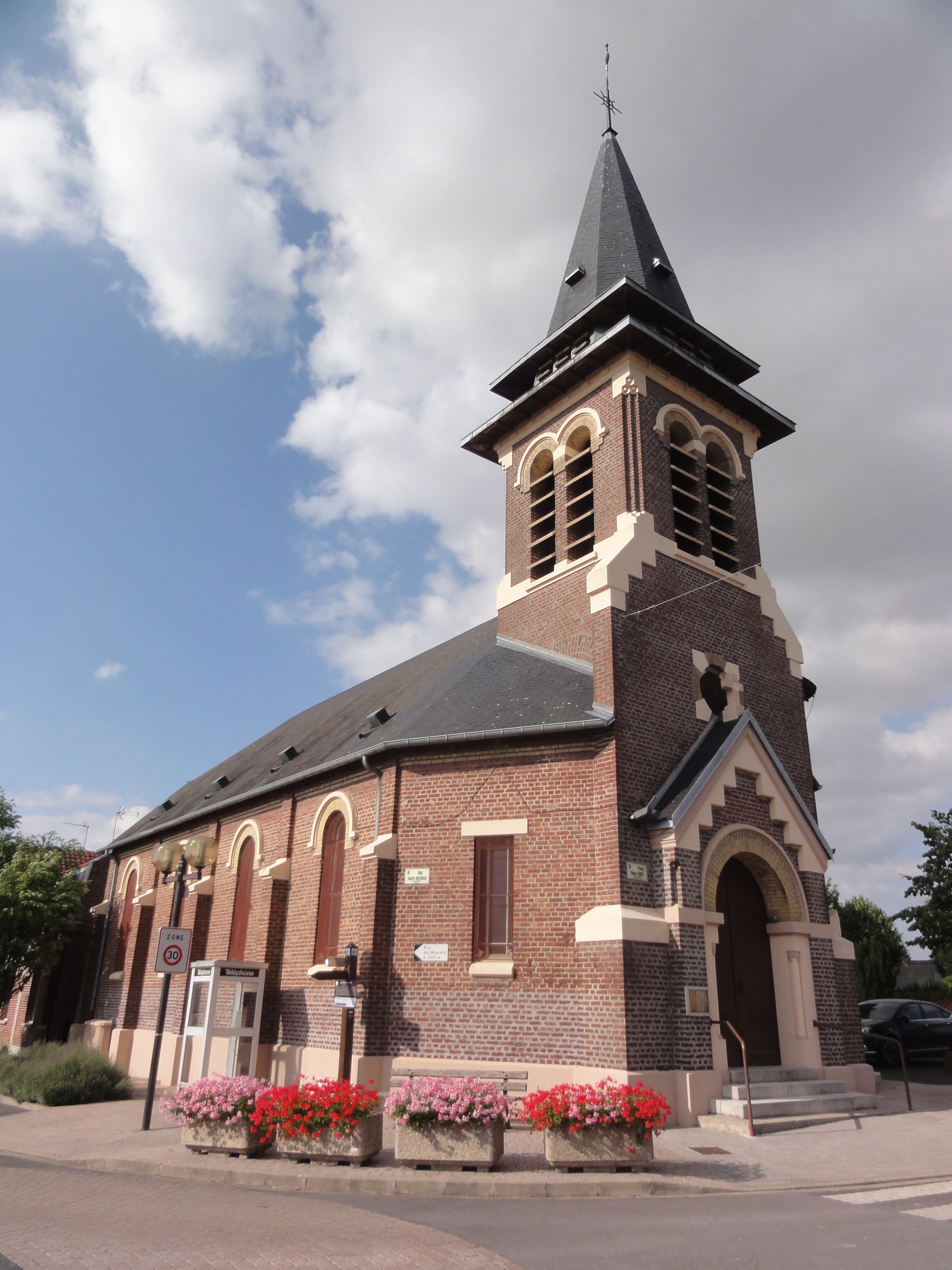
Kirche Saint-Médard
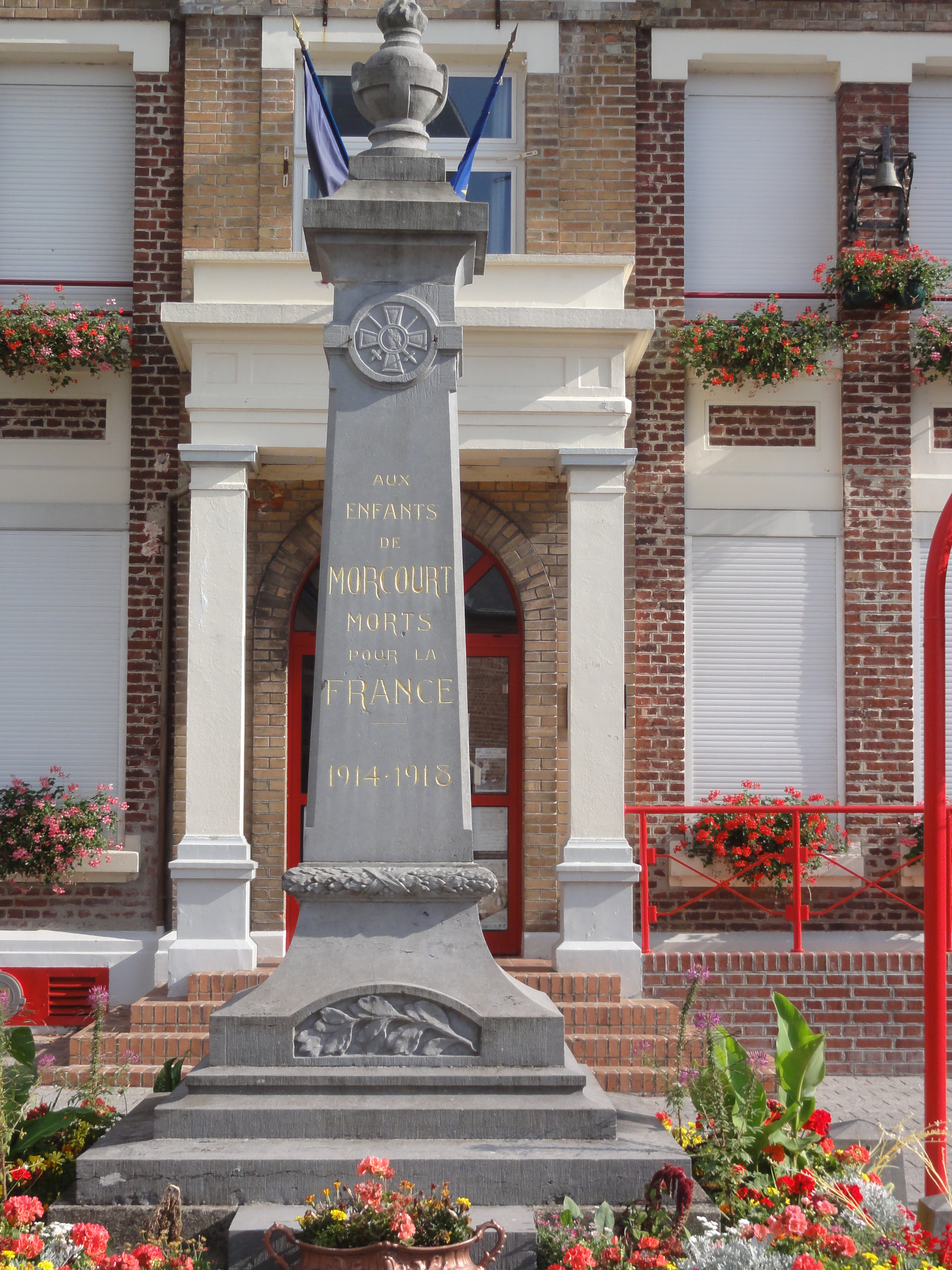
Gefallenendenkmal des Ersten Weltkrieges

- Kirche Saint-Médard
- Gefallenendenkmal des Ersten Weltkrieges